# Luis Flores (kostarykański piłkarz)
Luis Alejandro Flores Cordero (ur. 23 stycznia 1994 w San José) – kostarykański piłkarz występujący na pozycji defensywnego pomocnika lub prawego obrońcy, reprezentant Kostaryki, od 2016 roku zawodnik Sportingu San José.